# Liegi-Bastogne-Liegi 1999
La Liegi-Bastogne-Liegi 1999, ottantacinquesima edizione della corsa, valida come prova della Coppa del mondo di ciclismo su strada 1999, fu disputata il 18 aprile 1999 per un percorso di 264 km. Fu vinta dal belga Frank Vandenbroucke, al traguardo in 6h25'36" alla media di 41,079 km/h.
Dei 191 corridori alla partenza furono in 71 a portare a termine la gara.

## Squadre partecipanti
| N.      | Cod. | Squadra                          |
| ------- | ---- | -------------------------------- |
| 1-8     | MAP  | Mapei-Quick Step                 |
| 11-18   | ONC  | ONCE-Deutsche Bank               |
| 21-28   | CSO  | Casino-Ag2r                      |
| 31-38   | RAB  | Rabobank                         |
| 41-48   | TVM  | TVM-Farm Frites                  |
| 51-58   | LOT  | Lotto-Mobistar                   |
| 61-68   | COF  | Cofidis, le Crédit par Téléphone |
| 71-78   | PLT  | Team Polti                       |
| 81-88   | C.A  | Crédit Agricole                  |
| 91-98   | MER  | Mercatone Uno-Bianchi            |
| 101-108 | FES  | Festina-Lotus                    |
| 111-118 | KEL  | Kelme-Costa Blanca               |
| 121-128 | FDJ  | Française des Jeux               |

| N.      | Cod. | Squadra                               |
| ------- | ---- | ------------------------------------- |
| 131-138 | LAM  | Lampre-Daikin                         |
| 141-148 | VIT  | Vitalicio Seguros                     |
| 151-158 | SAE  | Saeco-Cannondale                      |
| 161-168 | VIN  | Vini Caldirola-Sidermec               |
| 171-178 | TEL  | Team Deutsche Telekom                 |
| 181-188 | CTA  | Cantina Tollo-Alexia Alluminio Italia |
| 191-198 | USP  | US Postal Service                     |
| 201-208 | BAN  | Banesto                               |
| 211-218 | RIS  | Riso Scotti-Vinavil                   |
| 221-228 | VLA  | Vlaanderen 2002-Eddy Merckx           |
| 231-238 | BIG  | BigMat-Auber 93                       |
| 241-248 | HOM  | Home Market-Ville de Charleroi        |

## Ordine d'arrivo (Top 10)
| Pos. | Corridore           | Squadra       | Tempo    |
| ---- | ------------------- | ------------- | -------- |
| 1    | Frank Vandenbroucke | Cofidis       | 6h25'36" |
| 2    | Michael Boogerd     | Rabobank      | a 30"    |
| 3    | Maarten den Bakker  | Rabobank      | a 41"    |
| 4    | Michele Bartoli     | Mapei         | a 44"    |
| 5    | Paolo Bettini       | Mapei         | a 54"    |
| 6    | Niki Aebersold      | Rabobank      | a 55"    |
| 7    | Markus Zberg        | Rabobank      | s.t.     |
| 8    | Oscar Camenzind     | Lampre-Daikin | a 56"    |
| 9    | Udo Bölts           | Deutsche Tel. | s.t.     |
| 10   | Laurent Roux        | Casino        | s.t.     |